# Dolor Vulvar
El dolor en la vulva es un dolor en el area vulvar. Esto puede incluir dolor en el vestíbulo, el clítoris o los labios mayores. Puede ser una condición a corto o largo plazo. El dolor vulvar puede provocar ansiedad, depresión o disfunción sexual. El dolor a largo plazo puede estar asociado con el síndrome de vejiga dolorosa y la fibromialgia.
El dolor se agrupa en dos tipos, el que se debe a una causa específica y el dolor prolongado de causa desconocida, conocido como vulvodinia. 
Las causas específicas incluyen infecciones como candidiasis y herpes simple, trastornos inflamatorios como el liquen plano y el liquen escleroso, tumores como la enfermedad de Paget y el carcinoma de células escamosas, problemas neurológicos como la neuralgia posherpética, lesiones como las causadas por cirugía, parto, radiación y mutilación genital femenina, y trastornos hormonales como el síndrome genitourinario de la menopausia y la amenorrea de la lactancia. 
El tratamiento depende de los signos y síntomas. El dolor vulvar es común.  El dolor a largo plazo de causa poco clara afecta aproximadamente al 22% de las mujeres en algún momento y el dolor sintomático relacionado con el sexo ocurre en entre el 10% y el 20% de las mujeres. La condición ha sido descrita con cierto detalle desde al menos 1874 por Gailliard Thomas. Las mujeres muchas veces dudan en acudir a un especialista médico cuando se trata de esta  afección y algunas han descartado el problema como "psicológico".